# Johannes Pääsuke
Johannes Pääsuke (30. března 1892 Tartu – 8. ledna 1918 Orša, dnes Bělorusko) byl estonský fotograf a filmař.

## Život a dílo
John Pääsuke byl čtvrtý ze šesti dětí z bohaté rodiny v Tartu. Jeho sourozenci měli dobré vzdělání, o něm je pouze známo to, že se vyučil fotografování. S vlastním fotografickém podnikání začal v roce 1907 ve svých patnácti letech.
Již v roce 1912, kdy již na mnoha místech v Estonsku a Livonsku pořizoval fotografie, byl pravděpodobně v kontaktu s estonským Národním muzeem. V roce 1913 realizoval pro muzeum projekt, ve kterém dokumentoval estonskou krajinu, obyvatele, jejich činnost a řemesla během cesty podél estonského pobřeží a pobřežních ostrovů, kterou absolvoval se svým asistentem H. Volterem mezi 10. a 29. červencem 1913. Chodili hlavně pěšky a kromě svých zavazadel nosili fotoaparáty, stativ, desky a chemikálie. Celkem se z této cesty zachovalo 317 obrazů, mnohé z nich ze Saaremaa a Muhu. Pääsukova práce byla v muzeu velmi ceněna a byla otevřena také výstava v srpnu 1913.
Celý etnografický projekt zahrnuje více než 1300 snímků na skleněných fotografických deskách a obsahuje další dva hlavní soubory: jeden pořízený v roce 1908 na jihu země a druhý z Tartu roku 1914.
Pääsuke zemřel v roce 1918 při železničním neštěstí v Orša v Bělorusku.

## Význam
Johannes Pääsuke je hlavně připomínán jako národnostní fotograf díky svým příspěvkům do estonského Národního muzea. K roku 2003 má muzeum 1305 fotografií a 723 fotografických desek označených jeho jménem. Je pravděpodobné, že existuje ještě mnoho dalších fotografií, které pořídil a nebyly mu přiřazeny. Fotografie ukazují krajiny, stavby, lidi a jejich práci. Jsou pořízené deskovým fotoaparátem na formát 13x18 cm, ale používal i jiné typy kamer.

## Filmografie (výběr)
- Utotškini lendamised Tartu kohal (první estonský dokumentární film, 1912)
- Utotškini lend (1912)
- Tartu linn ja ümbrus (1912)
- Ajaloolised mälestusmärgid Eestimaa minevikust (1913)
- Retk läbi Setumaa (1913)
- Karujaht Pärnumaal (první estonský hraný film, 1914)

## Galerie

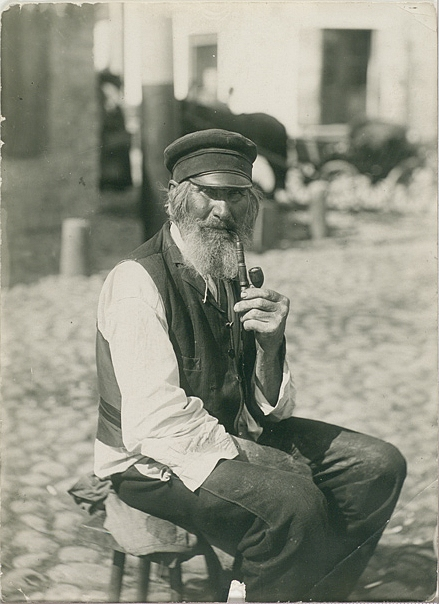
Portrét muže (1912)
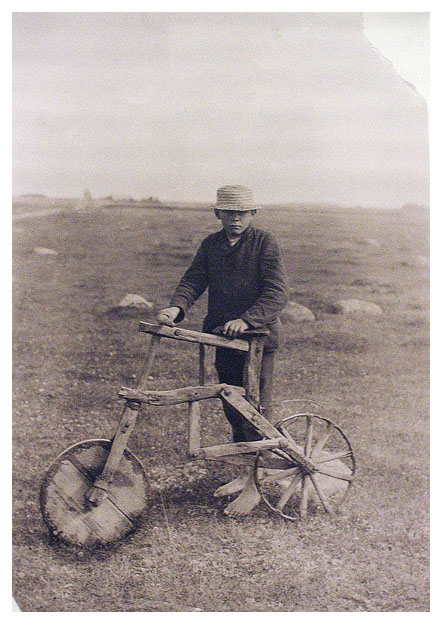
Muž s „vlastním“ kolem (1912)
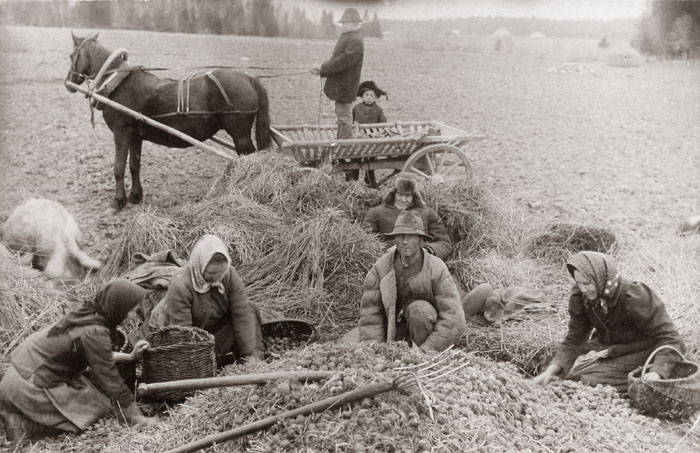
Sběr brambor v oblasti Tartumaa (1913)
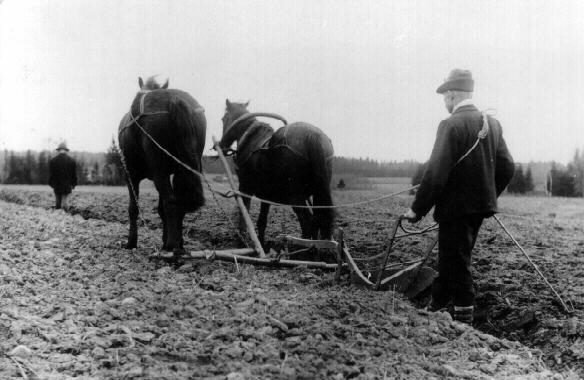
Plužení se dvěma koňmi (Tartumaa, 1913)
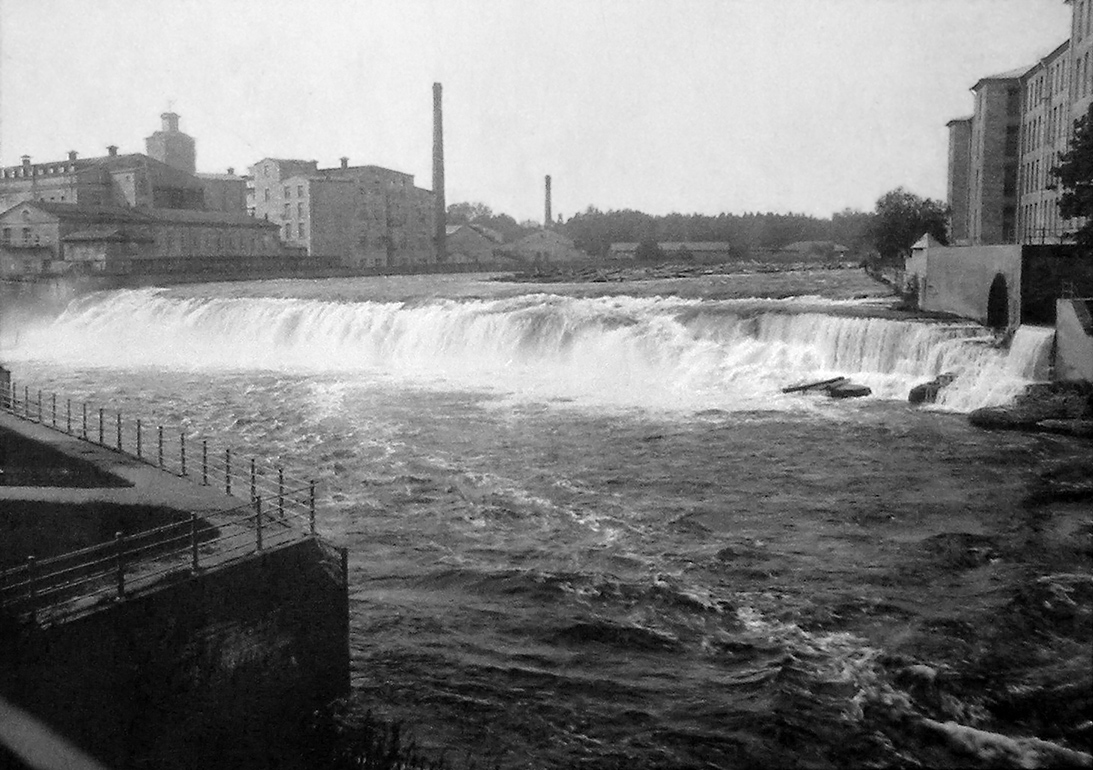
Narva (1913)
Vyvážeči hnoje Gustav (65 let) a Anton (68 let) kouří dýmky (vesnice Pühajõe, 1913)
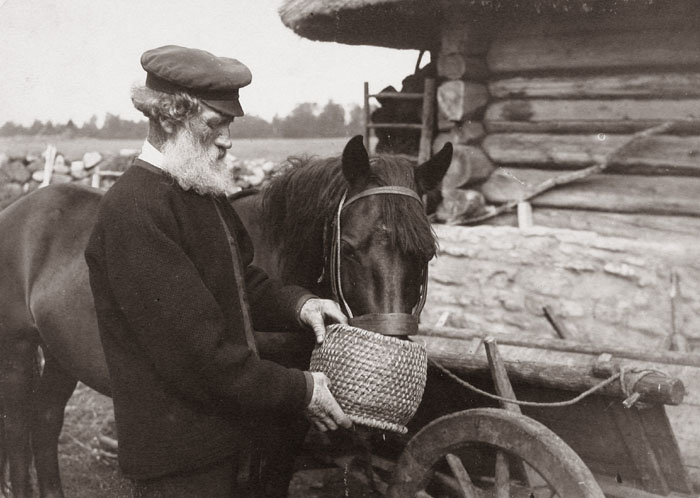
Muhulane krmí koně (1913)
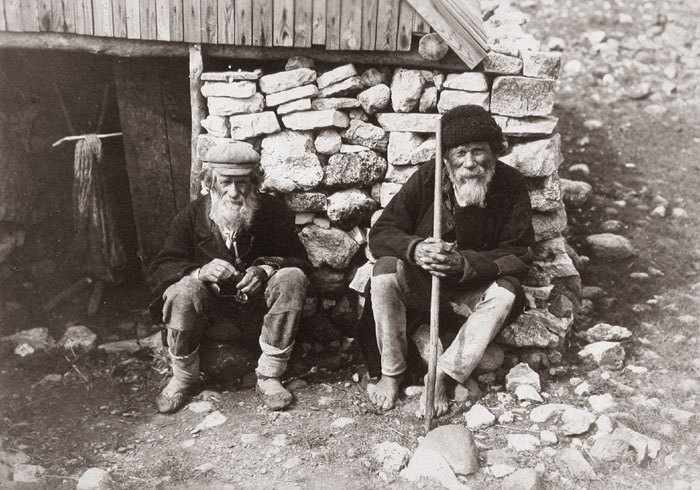
Strážci z vesnice Koguva (1913)
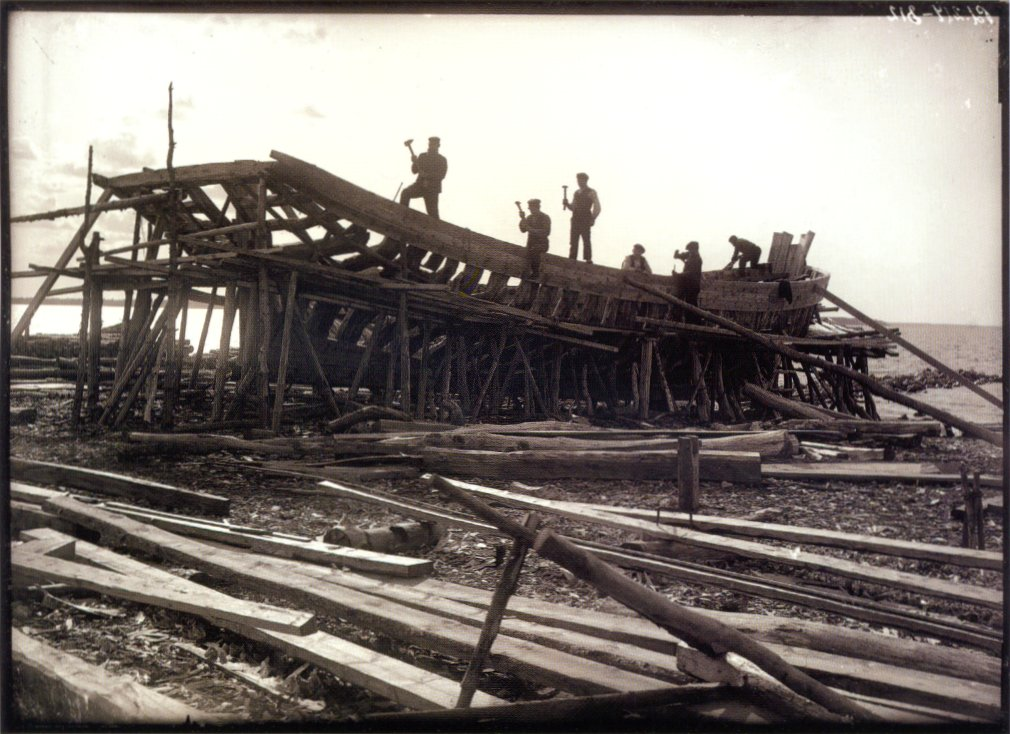
Ostrované staví loď (1913)
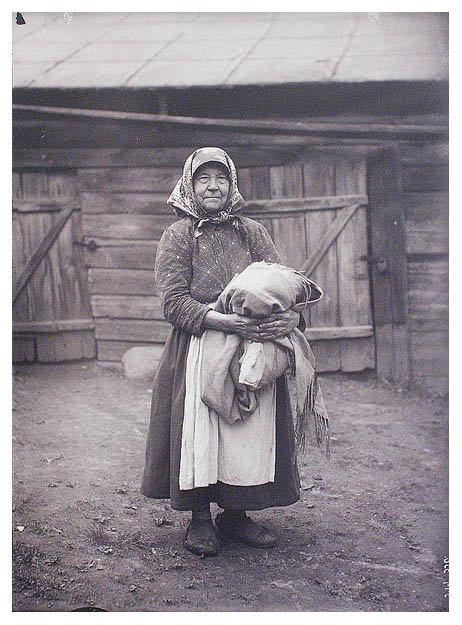
Portrét ženy
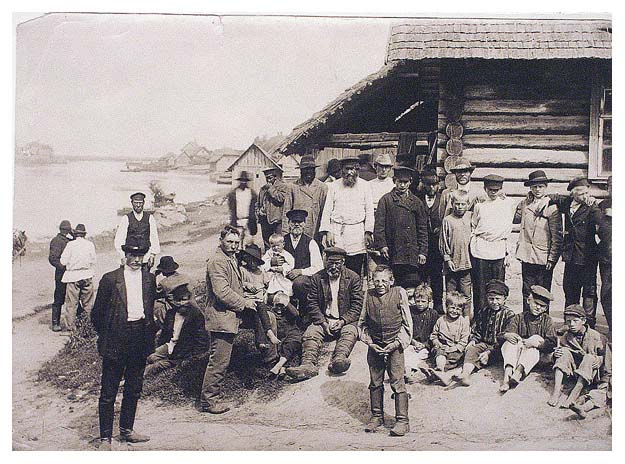
Ruští rolníci
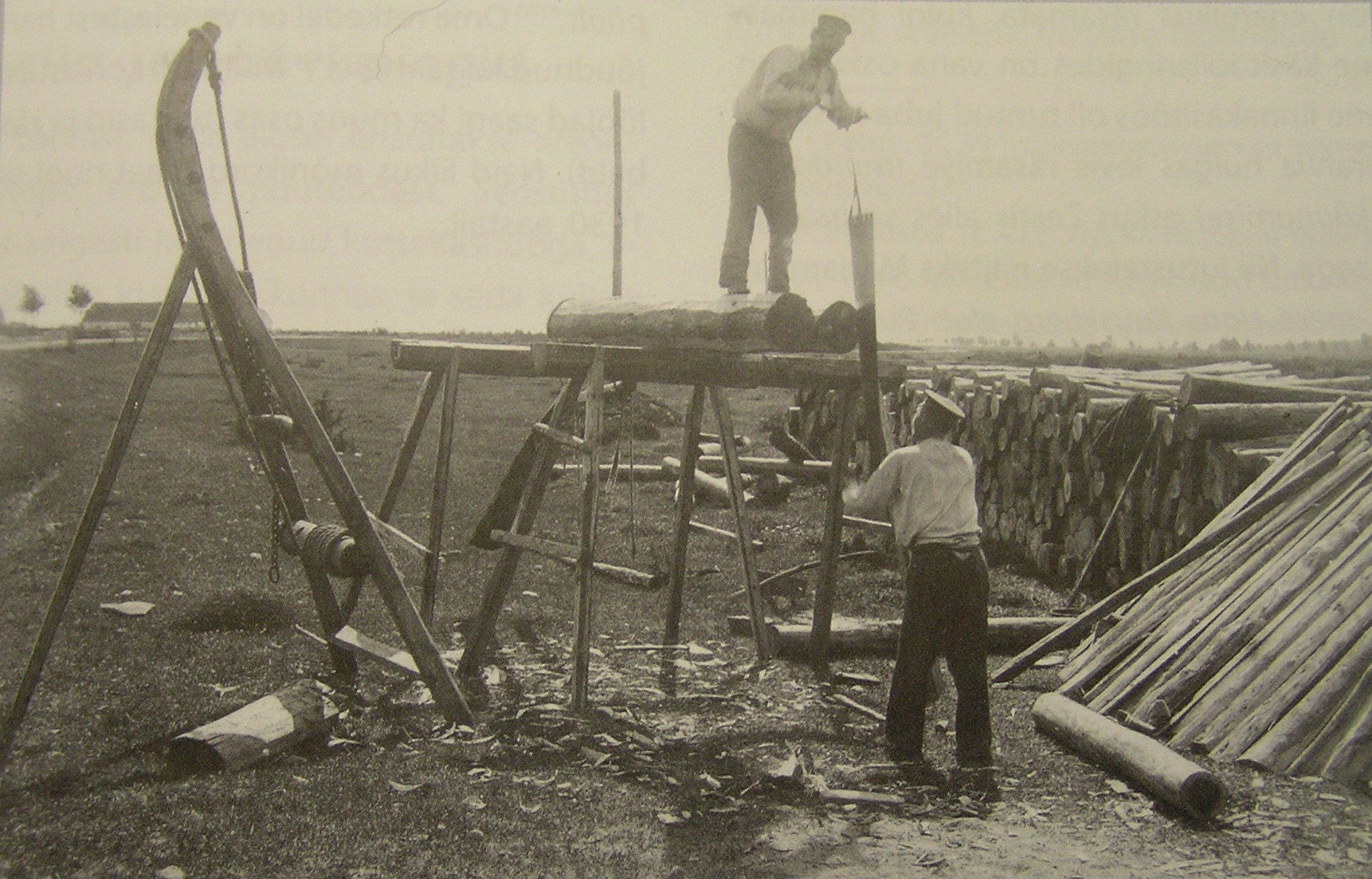
Práce se dřevem v Estonsku (1913)
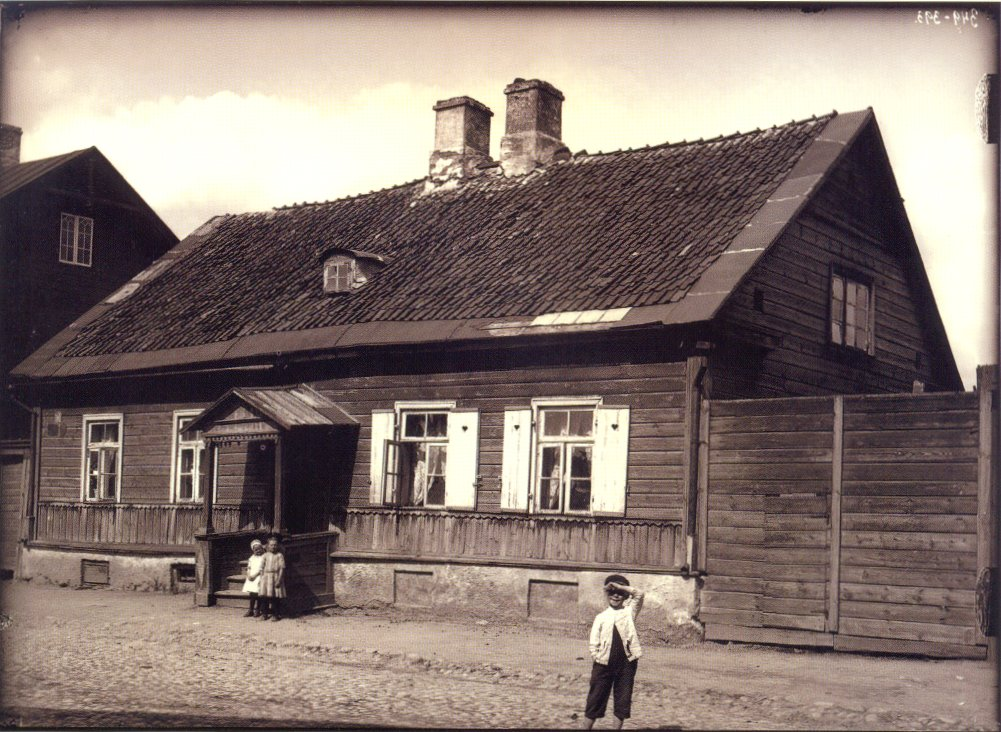
Dům na ulici Uus v Tartu (1914)